# Carl Tanzler

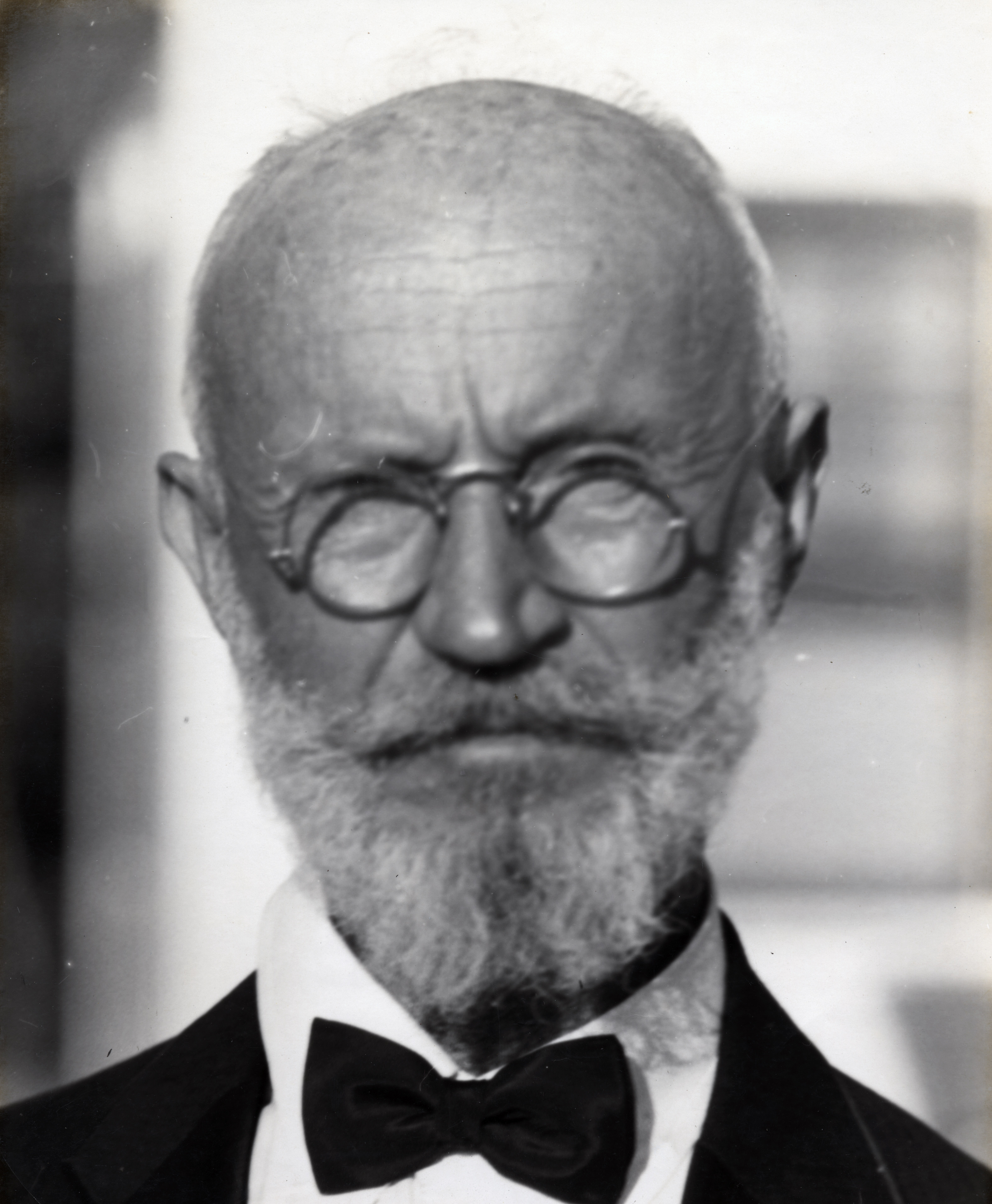
Carl Tanzler (1940)

Carl Tanzler, vaak ook bekend als graaf Carl von Cosel (Dresden, 8 februari 1877 – 3 juli 1952) was een Amerikaans radioloog van Duitse komaf. Hij werd bekend vanwege de diefstal van het lichaam van een overleden patiënte, de Amerikaans-Cubaanse Maria Elena Milagro de Hoyos (31 juli 1909 – 25 oktober 1931). Hij hield het lichaam zeven jaar bij zichzelf in huis tot hij door haar zuster gesnapt werd. De drijfveer was waarschijnlijk obsessieve verliefdheid.

## Jeugd en vroege carrière
Tanzler werd geboren te Dresden op 8 februari 1877 onder de naam Georg Karl Tänzler. Hij groeide op in Duitsland. Tanzler verbleef enige tijd in Australië, waar hij in 1914 vanwege de Eerste Wereldoorlog als Duits staatsburger gevangen werd gezet. Nadien keerde hij terug naar Duitsland. Hij trouwde met een zekere Doris in 1920, bij wie hij twee kinderen kreeg: Ayesha (1922–1998) en Crystal Tanzler (1924–1934). Crystal overleed op haar 10e aan difterie. In 1926 migreerde Tanzler naar de Verenigde Staten waar hij aan het werk ging in het U.S. Marine Hospital in Key West onder de achternaam Von Cosel. Hij beweerde dat hij vanaf zijn jeugd werd bezocht door de geest van zijn voorouder Anna Constantia von Brockdorff, gravin Von Cosel. Zij zou hem een donkerharige exotische schoonheid hebben beloofd.

## Een obsessie wordt geboren
Op 22 april 1930 werd Maria Elena Milagro de Hoyos door haar moeder naar het ziekenhuis gebracht voor een onderzoek door Tanzler. De Hoyos werd in de plaats als een lokale schoonheid gezien en Tanzler viel direct als een blok voor haar. Hij meende dat zij de beloofde exotische schoonheid was. Al snel bleek dat De Hoyos tuberculose had, een ziekte die in die tijd regelmatig dodelijk afliep en zowel haar als haar familie zou doden. Tanzler probeerde haar op allerlei manieren te behandelen, maar ze verzwakte zienderogen. Ook bood hij haar voortdurend dure cadeaus en juwelen aan, maar er is geen bewijs dat Hoyos hier op enige wijze positief of negatief op heeft gereageerd. Op 25 oktober overleed ze. Met toestemming van haar familie regelde Tanzler dat ze niet begraven hoefde te worden, maar kon worden opgebaard in een mausoleum. Haar lichaam werd met formaldehyde behandeld om bederf te voorkomen, en op deze manier kon Tanzler haar iedere nacht bezoeken. Hij zorgde zelfs voor een telefoonverbinding met het mausoleum zodat hij ook vanaf zijn werk 'met Hoyos kon praten'. De uitvaart en het mausoleum werden door Tanzler uit eigen zak bekostigd.

## De diefstal van Hoyos' lichaam
In april 1933 stal Tanzler Hoyos lichaam uit het mausoleum. Hij meende dat Hoyos' geest hem hierom had verzocht. Hij maakte gebruik van verschillende chemicaliën om bederf tegen te gaan, en van olie en parfum tegen de geur. Hij vulde de lichaamsholten op met vodden omdat de organen bedierven, en verving haar rottende oogballen met glazen ogen. Toen ook de huid begon te vergaan verving hij deze door een mengsel van gips, zijde en was. Hij gebruikte pianosnaren om het lichaam te omsnoeren. Uiteindelijk decoreerde hij haar met dure kleding (onder andere een bruidsjurk) en juwelen, en hield haar lichaam in zijn bed. Tanzler zou volgens sommige onderzoekers (Baden, DePoo, Foraker, Harrison, Swicegood) ook seksueel contact met het lichaam hebben gehad, en voor dit doel een opgerold papiertje in haar vagina hebben gestoken.
Uiteindelijk kwam de zaak aan het licht doordat de buren begonnen te roddelen. Geprikkeld door deze roddels ging Elena's zus Florinda op onderzoek uit, wat leidde tot de ontdekking van het lichaam. Dit werd onderzocht en uiteindelijk publiekelijk tentoongesteld. Ten slotte werd Hoyos' lichaam begraven, in een ongemarkeerd graf om te voorkomen dat Tanzler of sensatiezoekers het opnieuw zouden proberen te vinden. Tanzler werd uiteindelijk niet vervolgd omdat het enige strafbare feit dat hij had gepleegd (het stelen van het lichaam) inmiddels verjaard was.

## Nadien
Nadien ging Tanzler in Pasco County wonen, waar hij zijn autobiografie schreef. In 1950 kreeg Tanzler de Amerikaanse nationaliteit. Verder maakte Tanzler een dodenmasker van Hoyos, dat hij tot zijn dood bij zich hield.